# Yerres
Yerres – miejscowość i gmina we Francji, w regionie Île-de-France, w departamencie Essonne.
Według danych na rok 2018 gminę zamieszkiwało 29 546 osób, a gęstość zaludnienia wynosiła 3002 osób/km² (wśród 1287 gmin regionu Île-de-France Yerres plasuje się na 93. miejscu pod względem liczby ludności, natomiast pod względem powierzchni na miejscu 389.).

## Geografia
Yerres leży w północno – wschodniej części Essonne na granicy z departamentem Val-de-Marne. Miejscowość leży w dolinie, przez którą przepływa rzeka Yerres. Najwyższym punktem jest Mont Griffon (115 m n.p.m.).

## Demografia
Ludność według grup wiekowych:
| Wiek            | 2007 | %    | 2012 | %    | 2017 | %    |
| --------------- | ---- | ---- | ---- | ---- | ---- | ---- |
| 0 - 14 lat      | 5445 | 18,9 | 5511 | 19,1 | 5844 | 20,1 |
| 15 - 29 lat     | 5212 | 18,1 | 4973 | 17,3 | 4751 | 16,4 |
| 30 - 44 lat     | 6430 | 22,3 | 6141 | 21,3 | 6024 | 20,8 |
| 45 - 59 lat     | 6176 | 21,5 | 5720 | 19,9 | 5927 | 20,4 |
| 60 - 74 lat     | 3718 | 12,9 | 4219 | 14,7 | 4297 | 14,8 |
| 75 lat i więcej | 1806 | 6,3  | 2219 | 7,7  | 2186 | 7,5  |

Ludność historyczna:
| Rok                             | 1982   | 1990   | 1999   | 2007   | 2012   | 2017   |
| ------------------------------- | ------ | ------ | ------ | ------ | ------ | ------ |
| Populacja                       | 25715  | 27136  | 27455  | 28789  | 28784  | 29029  |
| Średnia gęstość (mieszk. / Km²) | 2613,3 | 2757,7 | 2790,1 | 2925,7 | 2925,2 | 2950,1 |

## Transport
Przez Yerres przebiega linia RER D.

## Miasta partnerskie
- Mendig, Niemcy
- Sainte-Brigitte-de-Laval, Kanada